# 염화 칼슘(I)
염화칼슘(I)(CaCl, Calcium(I) chloride)은 특정 가스에서 관찰되는 이원자 분자이다. CaCl 조성을 갖는 고체가 1953년에 보고되었다. 그러나 후에 이 작업물을 재현하려는 노력은 실패했다. CaCl 분자는 탄소별의 대기에서 관찰되었다.